# Heeresgeschichtliches Museum

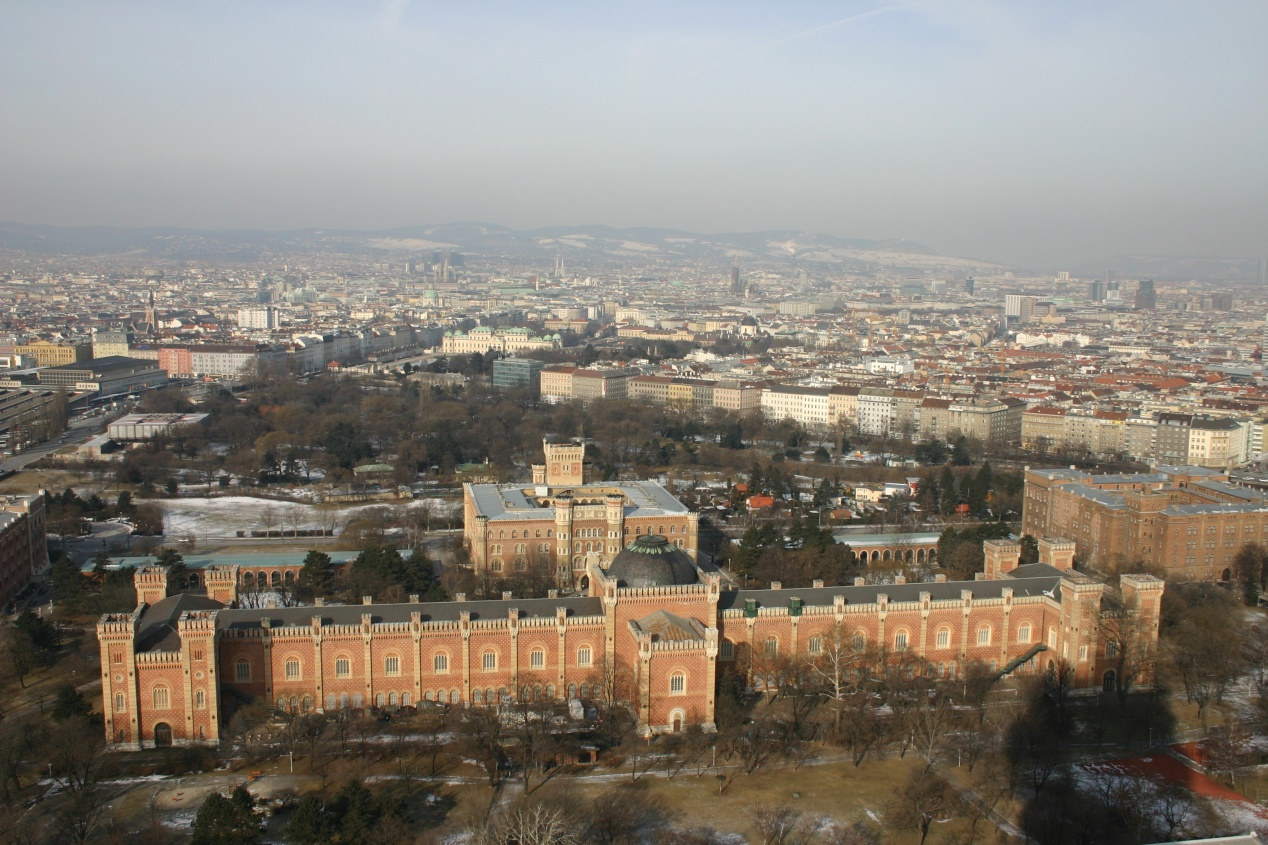
Siedziba muzeum

Heeresgeschichtliches Museum (pol. Muzeum Historii Wojskowości) – muzeum poświęcone historii wojskowości zlokalizowane w Wiedniu w Austrii, w budynku wiedeńskiego arsenału w dzielnicy Landstraße niedaleko wiedeńskiego Belwederu. Jest to jedno z najstarszych muzeów tego typu na świecie i specjalizuje się w okresie od XVI wieku do 1945 roku.

## Galeria

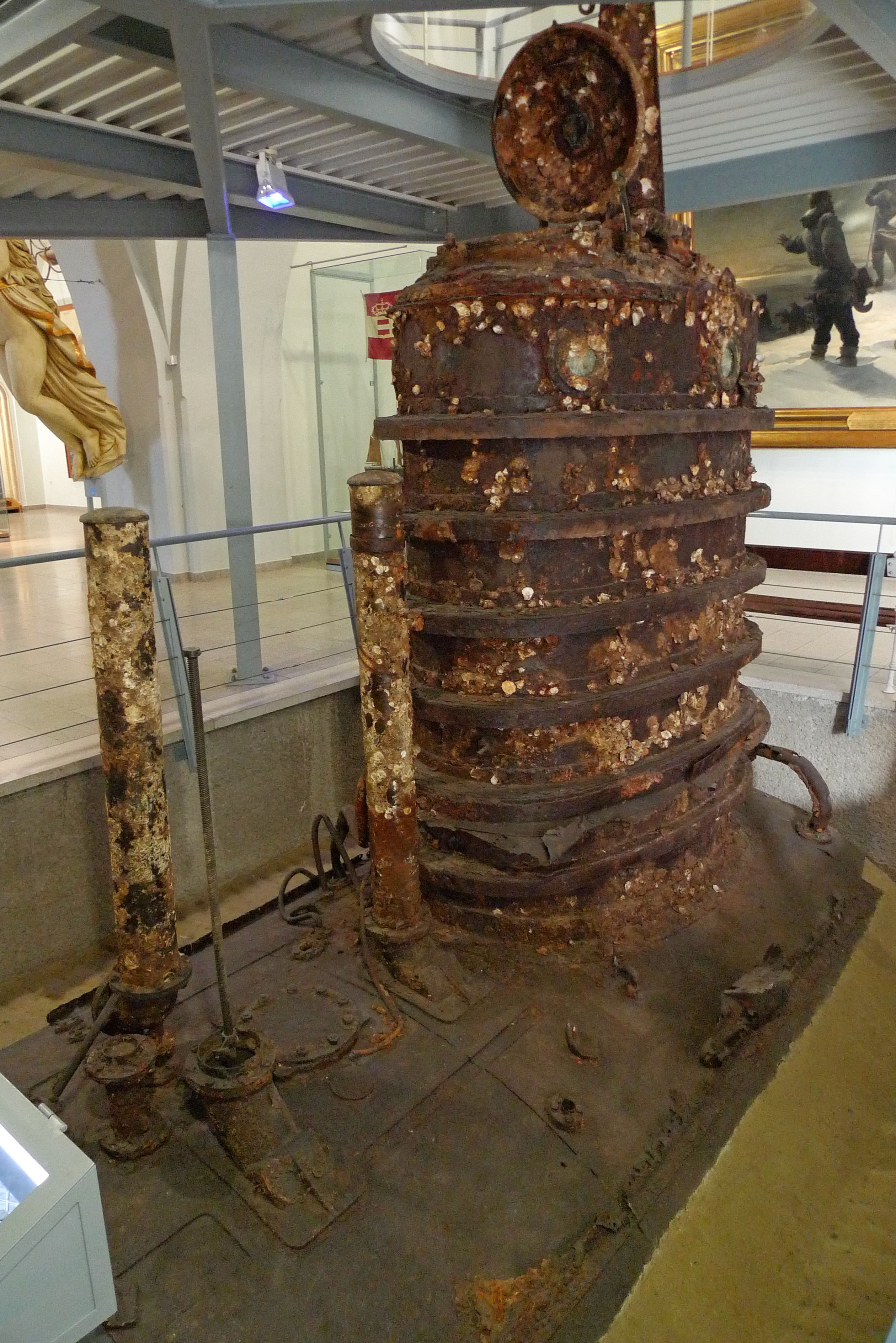
Pozostałości austro-węgierskiej łodzi podwodnej SM U-20
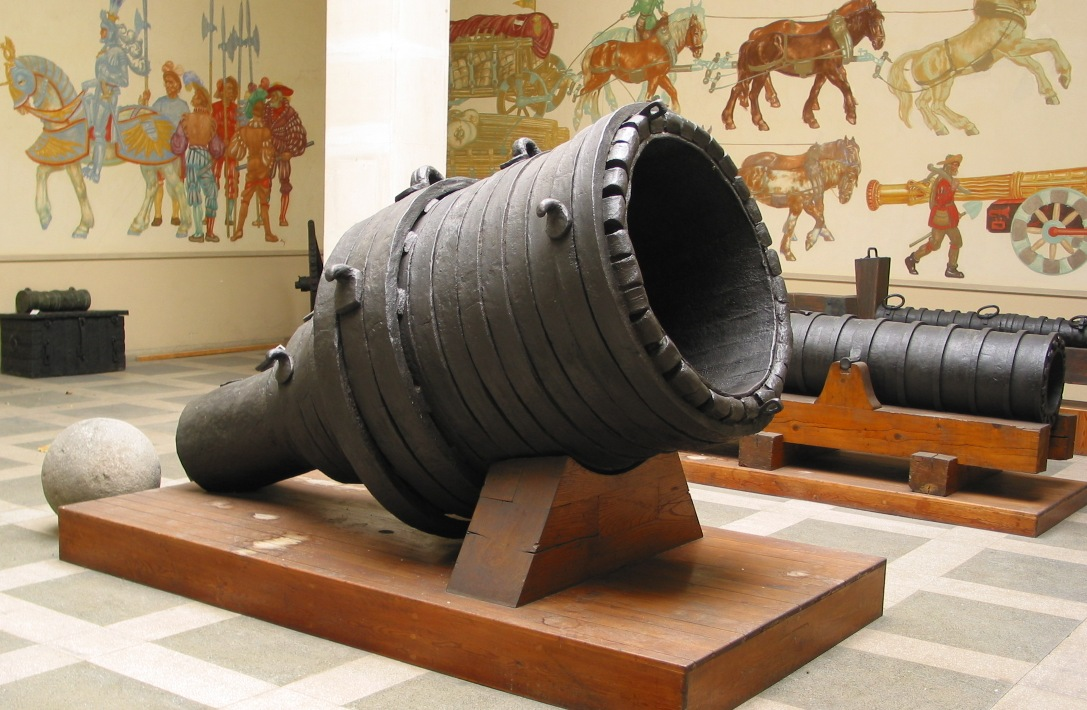
Bombarda Pumhart von Steyr
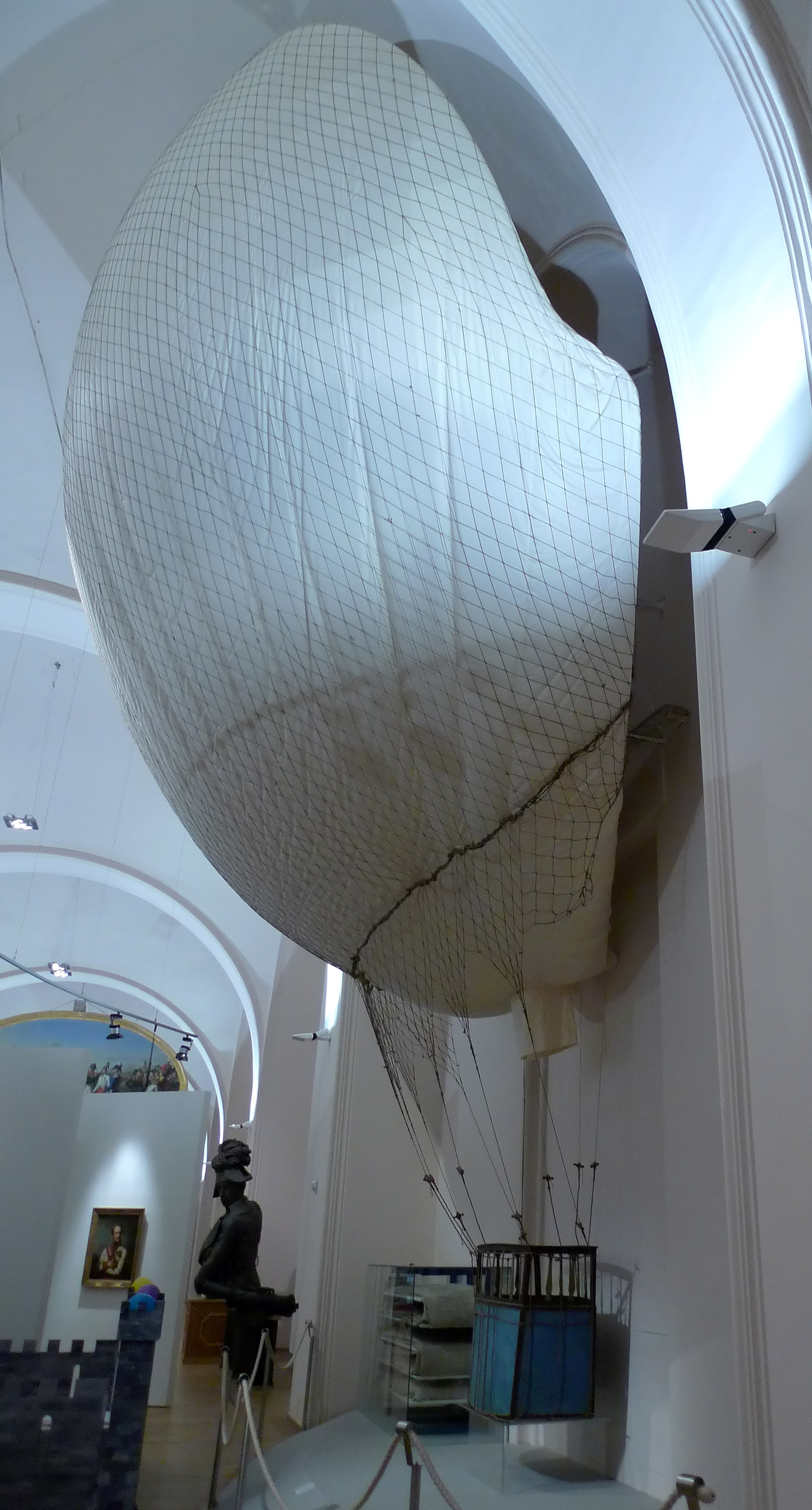
Balon L’Intrépide – najstarszy zachowany statek powietrzny w Europie (1796)
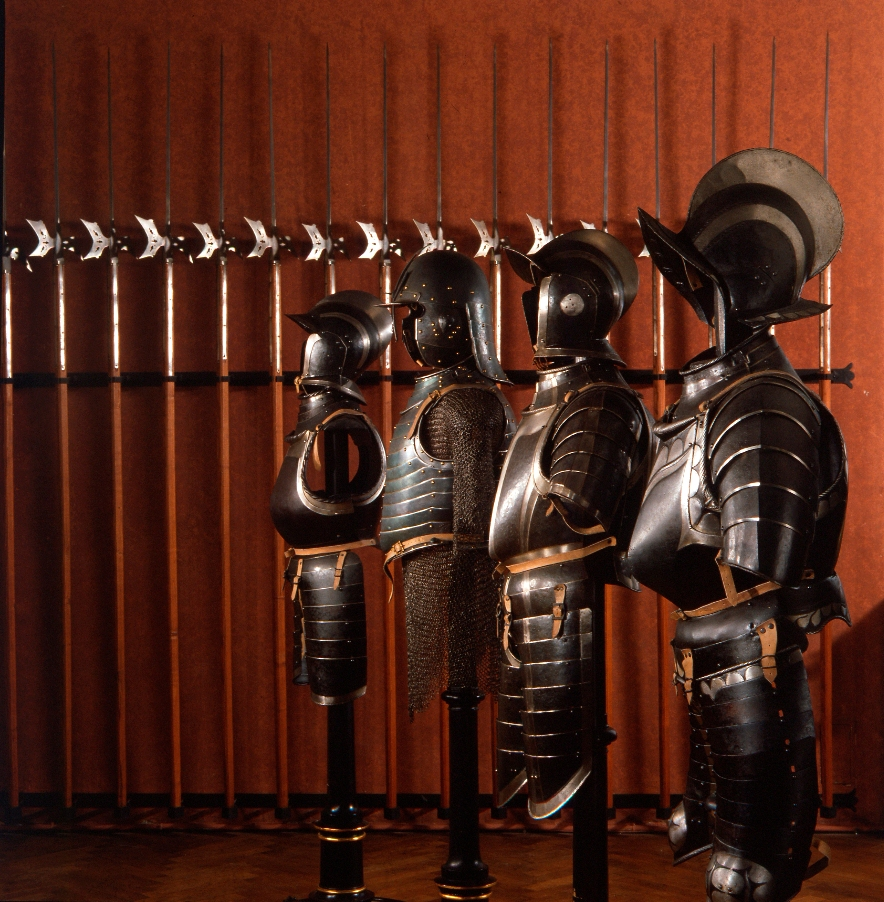
Kolekcja zbroi z XVII wieku
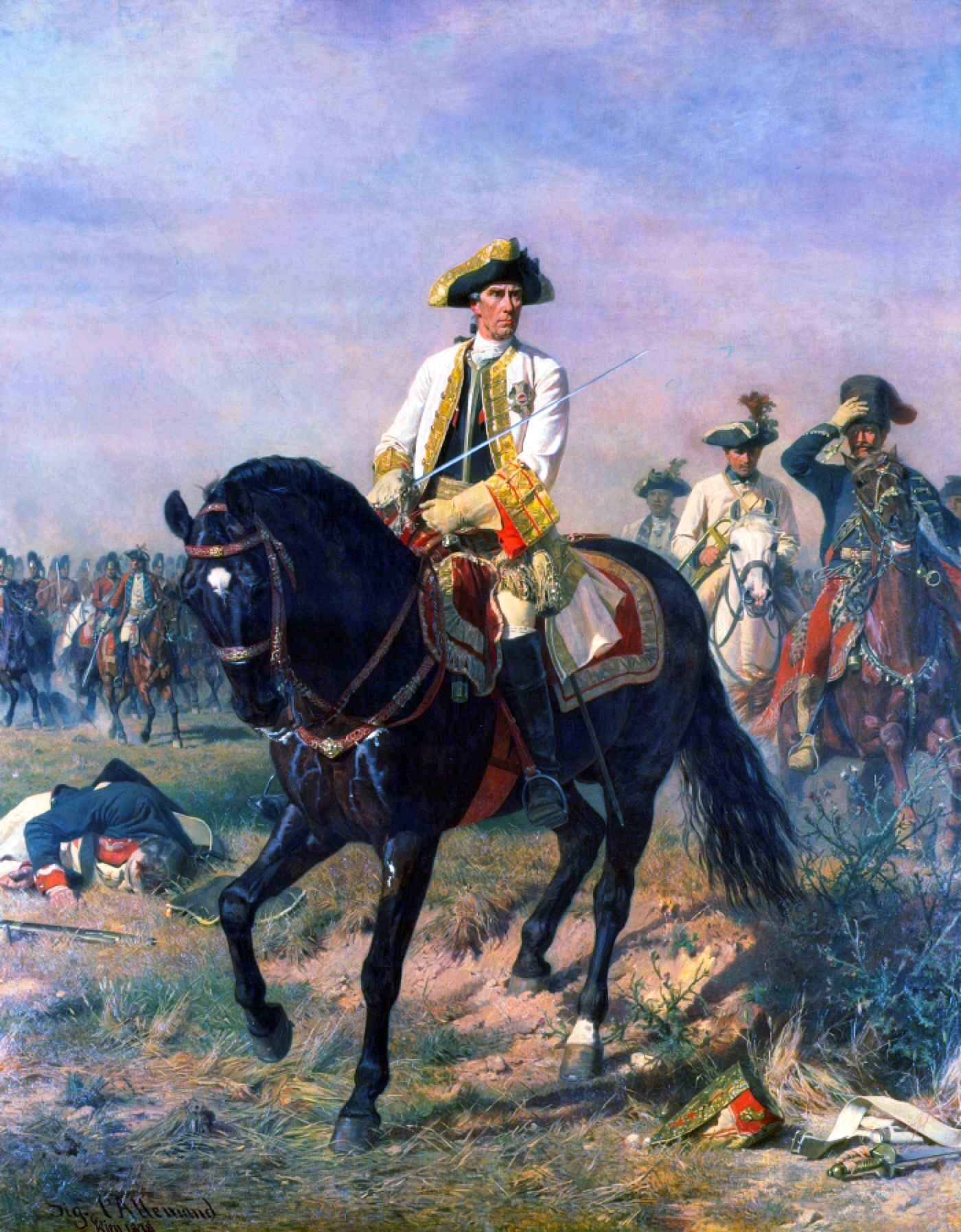
Siegmund L’Allemand, Gideon von Laudon Kunersdorf (1878)